# Agonista inverso

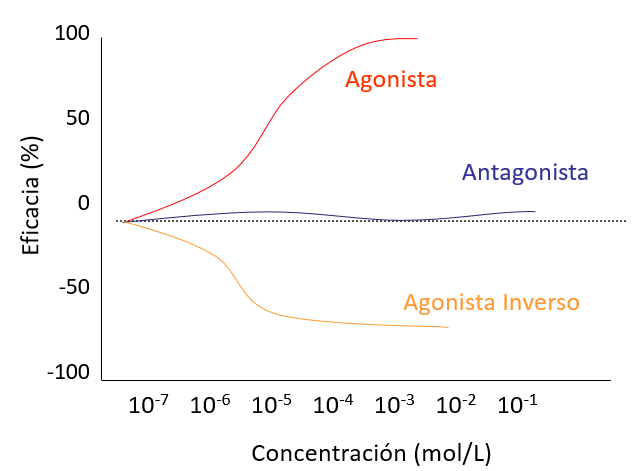
Curva eficacia vs. concentración de un receptor con actividad constitutiva

En farmacología, un agonista inverso es un agente que se une al mismo receptor que un agonista pero induce una respuesta farmacológica opuesta a la del agonista. Al igual que ocurre con los agonistas, los efectos del agonista inverso pueden ser bloqueados por los antagonistas.
A diferencia de los agonistas que tienen una afinidad selectivamente más alta para el estado activo del receptor, los agonistas inversos tienen una afinidad selectivamente más alta para el estado inactivo del receptor. A pesar de que la relevancia terapéutica del agonismo inverso es aún desconocida, es claro que su acción difiere de la de los antagonistas competitivos.
Un prerrequisito para la respuesta del agonista inverso es que el receptor tenga un nivel de actividad constitutivo (también conocido como intrínseco o basal) en ausencia de ligando.Mientras que un agonista aumenta la actividad de un receptor sobre su nivel basal, un agonista inverso disminuye la actividad por debajo del nivel basal.Por esto se dice que la eficacia de un agonista inverso es menor al 0 %, o bien, que tiene una eficacia negativa.

## Ejemplos
A pesar de que hasta hace algún tiempo los antihistamínicos de primera y segunda generación se consideraban antagonistas en el sentido tradicional, hoy se consideran agonistas inversosporque producen un efecto contrario al que produciría esta al unirse al receptor.
Otro ejemplo corresponde al receptor-efector de ácido γ-aminobutírico en el sistema nervioso central. Este receptor es activado por el transmisor endógeno GABA que causa la inhibición de las células postsinápticas. Los agonistas exógenos convencionales como las benzodiazepinas también facilitan el sistema receptor-efector y causan una inhibición tipo GABA cuyo resultado terapéutico es la sedación. Esta inhibición puede ser bloqueada por los antagonistas neutrales convencionales como el flumazenilo. Además, los agonistas inversos causan ansiedad y agitación, es decir, el efecto inverso a la sedación.
Se han encontrado agonistas inversos similares para los β-adrenorreceptores, los receptores de H1 (ya mencionados) y H2 y muchos otros sistemas de receptores.